# Koppe tinikitkita
Espèce
Synonymes
- Scotinella tinikitkita Barrion & Litsinger, 1995

Koppe tinikitkita est une espèce d'araignées aranéomorphes de la famille des Liocranidae.

## Distribution
Cette espèce est endémique de Luçon aux Philippines,.

## Description
La femelle holotype mesure 3,10 mm.

## Publication originale
- Barrion & Litsinger, 1995 : Riceland Spiders of South and Southeast Asia. CAB International, Wallingford, p. 1-700.